# Лоун-Рок (Вісконсин)
Лоун-Рок (англ. Lone Rock) — селище (англ. village) в США, в окрузі Ричленд штату Вісконсин. Населення — 829 осіб (2020).

## Географія
Лоун-Рок розташований за координатами 43°11′11″ пн. ш. 90°12′4″ зх. д. / 43.18639° пн. ш. 90.20111° зх. д. (43.186463, -90.201042).  За даними Бюро перепису населення США в 2010 році селище мало площу 2,87 км², уся площа — суходіл. В 2017 році площа становила 2,57 км², уся площа — суходіл.

## Демографія
Згідно з переписом 2010 року, у селищі мешкало 888 осіб у 370 домогосподарствах у складі 244 родин. Густота населення становила 309 осіб/км².  Було 417 помешкань (145/км²).
Расовий склад населення:
| - 96,8 % — білих - 0,6 % — корінних американців - 0,5 % — азіатів - 0,3 % — чорних або афроамериканців |

До двох чи більше рас належало 1,4 %. Частка іспаномовних становила 1,9 % від усіх жителів.
За віковим діапазоном населення розподілялося таким чином: 26,4 % — особи молодші 18 років, 60,0 % — особи у віці 18—64 років, 13,6 % — особи у віці 65 років та старші. Медіана віку мешканця становила 37,0 року. На 100 осіб жіночої статі у селищі припадало 109,9 чоловіків;  на 100 жінок у віці від 18 років та старших — 102,5 чоловіків також старших 18 років.
Середній дохід на одне домашнє господарство  становив 41 164 долари США (медіана — 38 563), а середній дохід на одну сім'ю — 47 500 доларів (медіана — 46 563). Медіана доходів становила 39 554 долари для чоловіків та 29 500 доларів для жінок. За межею бідності перебувало 16,4 % осіб, у тому числі 16,7 % дітей у віці до 18 років та 3,7 % осіб у віці 65 років та старших.
Цивільне працевлаштоване населення становило 390 осіб. Основні галузі зайнятості: виробництво — 32,1 %, освіта, охорона здоров'я та соціальна допомога — 17,9 %, роздрібна торгівля — 12,3 %, будівництво — 8,5 %.